# 温山駅
温山駅（オンサンえき）は、大韓民国蔚山広域市蔚州郡に所在する、韓国鉄道公社の駅である。

## 利用可能な鉄道路線
- 韓国鉄道公社
  - 温山線 (貨物線)

## 歴史
- 1979年4月11日 - 営業開始[1]。

## 隣の駅
韓国鉄道公社
温山線
南倉駅 - 温山駅